# 日置荘原寺町
日置荘原寺町（ひきしょうはらでらまち）は、大阪府堺市東区にある町名。丁番を持たない単独町名である。住居表示は未実施。

## 地理
東区の東部に位置し、南東に丈六、南西に高松、北東に日置荘北町、北西に日置荘西町、西に日置荘田中町、東に美原区北余部と接している。

## 世帯数と人口
2020年（令和2年）3月31日現在（堺市発表）の世帯数と人口は以下の通りである。
| 町丁         | 世帯数    | 人口    |
| ------------ | --------- | ------- |
| 日置荘原寺町 | 1,931世帯 | 4,085人 |

### 人口の変遷
国勢調査による人口の推移。
| 1995年（平成7年）  | 3,642人 | [ 6 ]  |  |
| 2000年（平成12年） | 3,734人 | [ 7 ]  |  |
| 2005年（平成17年） | 3,710人 | [ 8 ]  |  |
| 2010年（平成22年） | 3,780人 | [ 9 ]  |  |
| 2015年（平成27年） | 3,878人 | [ 10 ] |  |

### 世帯数の変遷
国勢調査による世帯数の推移。
| 1995年（平成7年）  | 1,319世帯 | [ 6 ]  |  |
| 2000年（平成12年） | 1,428世帯 | [ 7 ]  |  |
| 2005年（平成17年） | 1,492世帯 | [ 8 ]  |  |
| 2010年（平成22年） | 1,609世帯 | [ 9 ]  |  |
| 2015年（平成27年） | 1,654世帯 | [ 10 ] |  |

## 学区
市立小・中学校に通う場合、学区は以下の通りとなる。
| 番・番地等                         | 小学校               | 中学校             |
| ---------------------------------- | -------------------- | ------------------ |
| 1〜58番地 63〜138番地 143〜581番地 | 堺市立日置荘小学校   | 堺市立日置荘中学校 |
| 59〜62番地                         | 堺市立日置荘西小学校 | 堺市立日置荘中学校 |
| 139〜142番地                       | 堺市立登美丘西小学校 | 堺市立登美丘中学校 |

## 事業所
2016年（平成28年）現在の経済センサス調査による事業所数と従業員数は以下の通りである。
| 町丁         | 事業所数  | 従業員数 |
| ------------ | --------- | -------- |
| 日置荘原寺町 | 164事業所 | 890人    |

## 交通

### 鉄道
- 南海電気鉄道
  - 高野線 萩原天神駅

### 道路
- 大阪府道35号堺富田林線

## 施設
- 堺市東区役所
- 萩原神社
- 堺市消防局 東消防署

## その他

### 日本郵便
- 郵便番号 : 599-8112[3]（集配局：堺中郵便局[14]）。